# Parque natural del Sûre Superior
El Parque natural del Sûre Superior (en luxemburgués: Naturpark Uewersauer; en alemán: Naturpark Obersauer;en francés: Parc Naturel de la Haute-Sûre) está situado en el extremo noroeste de la zona de Oesling en Luxemburgo, y es principalmente un área de conservación y una zona de especial protección para las aves silvestres. Los objetivos del parque son tres.
En primer lugar, y más importante, el objetivo es proteger el medio ambiente natural y el ecosistema. Esto significa la preservación de la flora y fauna autóctonas, así como la protección de la pureza del aire, el agua y la calidad del suelo. Un segundo objetivo es el desarrollo de la actividad económica, la silvicultura y el turismo en su mayoría de baja densidad, como un medio de creación de empleo y una alta calidad de vida. Como resultado, el transporte de la infraestructura por todo el parque es excelente.
El tercer objetivo es el de preservar el patrimonio arquitectónico de la zona, que oscila entre un gran número de capillas y molinos en desuso a antiguas canteras y ruinas de castillos.